# Overhoven
Overhoven (Limburgs: Euverhaove) is een wijk in het noorden van Sittard, gemeente Sittard-Geleen, in de Nederlandse provincie Limburg. Overhoven was tot in de eerste helft van de 20e eeuw samen met Leyenbroek, Ophoven en Stadbroek een van de vier omliggende plattelandskernen van de stad en toenmalige gemeente Sittard. In de toenmalige buurtschap woonden volgens de volkstelling van 1840 nog "slechts" 575 mensen; tegenwoordig is het een geïntegreerde woonwijk van deze stad met circa 3.420 inwoners (in 2023).

## Ligging
Deze wijk wordt aan de noordelijke zijde begrensd door het Industrieterrein Noord, in het oosten door de Keutelbeek met aan de overkant het recreatiegebied de Schwienswei en de wijk Baandert. Voorts grenst het in het zuiden aan het centrum en in het westen aan de wijk Limbrichterveld. Het wordt van die laatste wijk gescheiden door de spoorlijn Maastricht - Venlo.

## Geschiedenis
De huidige wijk Overhoven is ontstaan uit een buurtschap gelegen vlak buiten de schootsvelden van de historische stad Sittard. Deze buurtschap was gelegen aan een weg die evenwijdig aan de Keutelbeek liep. Deze weg was voor de aanleg van de rijksweg Maastricht - Nijmegen de belangrijkste verbindingsweg tussen Sittard en Nieuwstadt. De straatnaam Overhoven is thans nog steeds overgebleven als herinnering aan het verloop van dit voormalige lintdorp. De ligging langs de beek verklaart ook de naam, stroomafwaarts ("over") gelegen aan de Keutelbeek vanuit Sittard gezien, in tegenover Ophoven, dat stroomopwaarts ("op") is gelegen. Vanwege de hier gelegen vruchtbare lössgronden van het beekdal ontstond hier een agrarische gemeenschap. Enkele historische boerderijen en huizen langs de straat Overhoven en zijstraten hiervan zijn thans nog bewaard gebleven en ademen nog enigszins het landelijke karakter uit dat deze gemeenschap in het verleden kende. De rest van de wijk heeft echter een stedelijk karakter. Overhoven maakte reeds in de middeleeuwen deel uit van de heerlijkheid Sittard en de landbouw heeft hier nog tot in de eerste helft van de 20e eeuw de voornaamste rol gespeeld tot het uitgroeide tot arbeiderswijk.

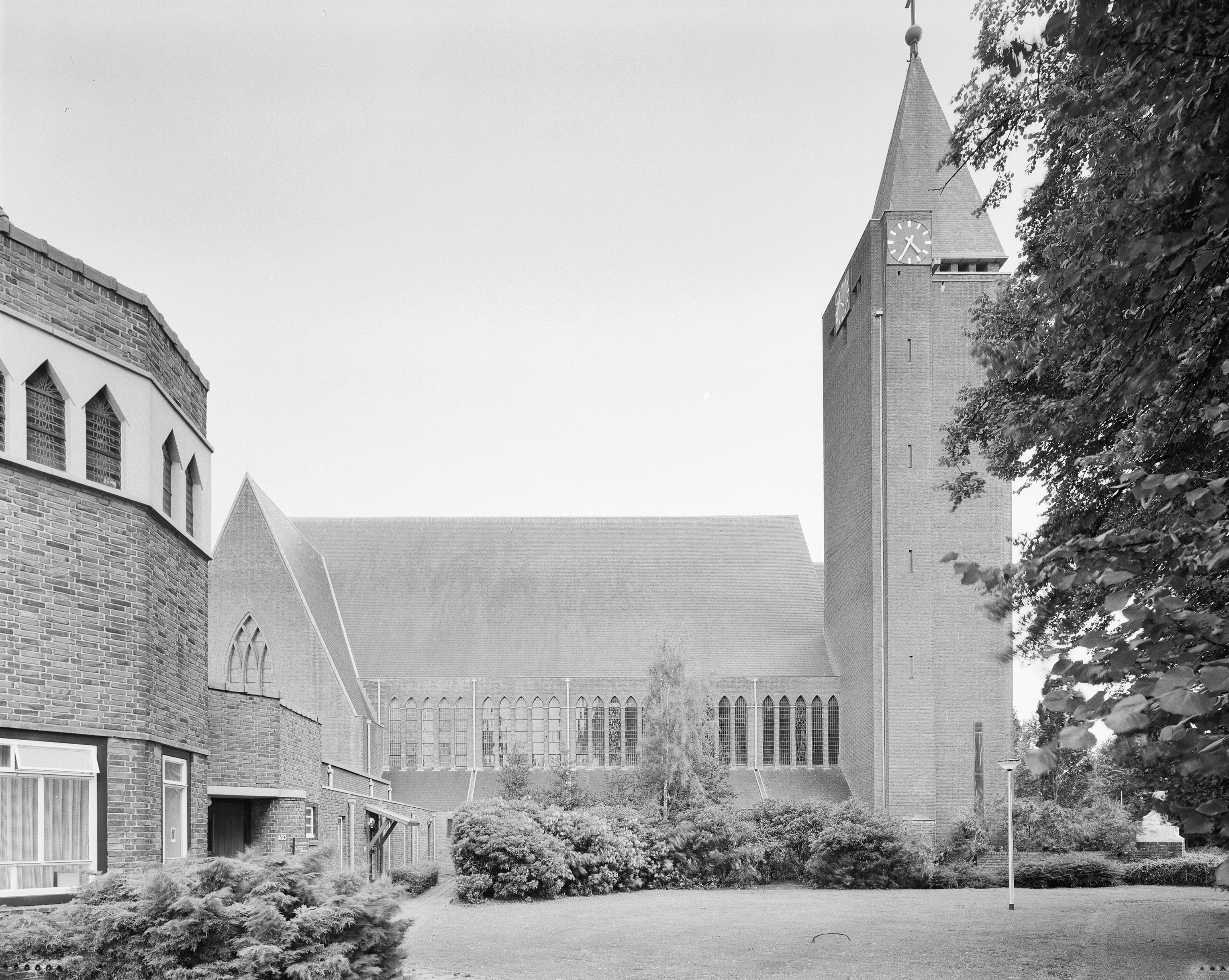
Parochiekerk H. Hart van Jezus, rijksmonument

Vanaf het jaar 1920 vestigden zich ten noorden van de buurtschap arbeiders van de Staatsmijnen in een nieuw aangelegde woonwijk, een zogenaamde "mijnwerkerskolonie". De eerste woningen, de woninggroep Overhovenerheide, werden gebouwd langs de huidige Heistraat en Sint Petrusstraat naar een ontwerp van de architect Jan Stuyt. Deze woninggroep is verklaard tot rijksmonument. In de opvolgende decennia breidde de buurt zich deze steeds meer uit en vormde uiteindelijk een geheel met de bestaande gemeenschap. In 1922 werd een noodkerk gebouwd in de wijk die thans nog bestaat als gemeenschapshuis. In 1926 werd hiernaast een rectoraatswoning annex klooster gebouwd. De huidige parochiekerk, de Heilig Hart van Jezuskerk, werd gebouwd in 1929 naar een ontwerp van de Sittardse architect Jos Wielders. Ook al deze gebouwen zijn verklaard tot rijksmonument. Bij de kerk staat een Heilig Hartbeeld van Charles Vos. De parochiekerk en het ernaast gevestigde klooster lagen jarenlang in de handen van de missionarissen van het Heilig Hart. Na het overlijden van Overhovens laatste pastoor, Jan van Maanen genaamd, kwam de kerk in de handen van dekenaat Sittard. Het klooster bleef tot 2014 van de M.S.C. Sindsdien wordt het bewoond door Amerikaanse zusters van de Dominicanessen.
In 1946 werd bij Overhoven een nieuw productiebedrijf van Philips opgericht, waar tot 2009 onderdelen voor beeldbuizen en monitoren en displays werden geproduceerd. Dit bedrijf is jarenlang een belangrijke werkgever geweest voor de bewoners van Overhoven en Sittard met 2150 werknemers in 1975. Rond dit bedrijf ontstond het Industrieterrein Noord, tegenwoordig het grootste bedrijventerrein van Sittard.

## Voorzieningen
Overhoven kent slechts een beperkt aantal voorzieningen. Vanwege de ligging nabij het centrum van Sittard is het vooral hierop aangewezen. Wel is er een katholieke basisschool (Basisschool Overhoven), een huisartsencentrum, een zalencentrum en een klein aantal winkeltjes aan de Heistraat, onder andere een bakkerij en (voorheen) slagerij. De ligging nabij de Schwienswei voorziet in recreatieruimte. Het kent verder een klein aantal speeltuinen en er zijn vele verenigingen actief, waaronder de amateurvoetbalclub VV DVO die spelen op het Frans Erkens Sportcomplex.

## Bekende inwoners
- Jacques Schreurs (1893-1966), priester en schrijver
- Frits Rademacher (1928-2008), troubadour
- Joannes Gijsen (1932-2013), bisschop